# ناحیه لاپاز (السالوادور)
ناحیه لاپاز (به اسپانیایی: Departamento de La Paz) یک منطقهٔ مسکونی است که در السالوادور واقع شده‌است. ناحیه لاپاز ۱٬۲۲۷٫۶ کیلومتر مربع مساحت و ۳۲۸٬۲۲۱ نفر جمعیت دارد.